# دمپک بازار
دمپک بازار، روستایی در دهستان باهوکلات بخش باهوکلات شهرستان دشتیاری در استان سیستان و بلوچستان ایران است. این روستا، مرکز دهستان باهوکلات است.

## جمعیت
بر پایه سرشماری عمومی نفوس و مسکن در سال ۱۳۹۵، جمعیت این روستا برابر با ۲٬۲۳۴ نفر (۵۷۲ خانوار) بوده‌است.